# Eesti Gaas
Eesti Gaas er en estisk energiselskab, der leverer naturgas til Estland.  Selskab har hovedkvarter i Tallinn.  Det er ejet af russiske Gazprom (37,02%), tyske E.ON Ruhrgas (33,66;%), finske Fortum Oyj (17,72%) og Itera Latvija (9,85%). Datterselskabet EG Võrguteenus blev etableret i 2006 og driver Estlands transmissionssted for transport af naturgas.
I 2008 havde selskabet en årsomsætning på 104 millioner euro.

## Officielle hjemmeside
- Eesti Gaas Officielle hjemmeside Arkiveret 18. marts 2015 hos  Wayback Machine